# Earl Eby
Earl Eby, född 18 november 1894 i Aurora i Illinois, död 14 december 1970 i Pennsylvania, var en amerikansk friidrottare.
Eby blev olympisk silvermedaljör på 800 meter vid sommarspelen 1920 i Antwerpen.